# Francisco Murguía

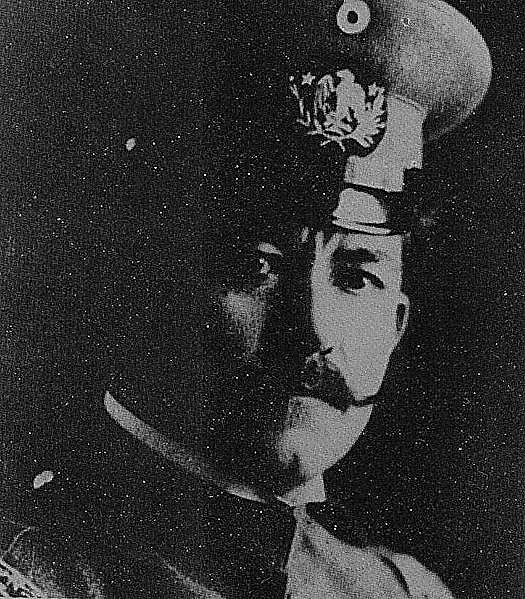
Francisco Murguía

Francisco Murguía (Zacatecas, 1873 - Tepehuanes, 1 november 1922) was een Mexicaans militair.
Murguía was van oorsprong fotograaf afkomstig uit een familie van bescheiden afkomst. Hij sloot zich in 1910 aan bij Francisco I. Madero in de Mexicaanse Revolutie tegen de dictator Porfirio Díaz. Na de overwinning van Madero vocht hij mee in de campagnes tegen Pascual Orozco, die in opstand was gekomen tegen Madero. Nadat Madero in 1913 omvergeworpen en vermoord werd door Victoriano Huerta, was Murguía een van de eersten die het plan van Guadalupe van Venustiano Carranza onderschreef. Hij sloot zich aan bij de noordoostelijke divisie van het revolutionaire Constitutionalistisch Leger onder Pablo González Garza. Na de overwinning van de constitutionalisten was hij gedurende enkele maanden gouverneur van de deelstaat Mexico.
Na de scheuring in het revolutionaire leiderschap bleef Murguía Carranza's constitutionalisten trouw in de strijd tegen de conventie van Aguascalientes van Pancho Villa. Samen met Manuel M. Diéguez wist hij Guadalajara in te nemen, en hij speelde een belangrijke rol in de grote veldslagen op de Bajío, waar de constitutionalisten keer op keer Villa zware klappen wisten toe te brengen. Murguía had de leiding over de constitutionalisten in de slag bij León, waar hij zegevierde en de bijnaam 'de held van León' aan overhield. Nadat Villa zich had teruggetrokken in het noorden, leidde hij een aantal campagnes tegen versplinterde rebellenlegertjes, waaronder die van Benjamín Argumedo. In 1917 werd hij legerleider voor Durango en Chihuahua, met de graad van brigadegeneraal.
Murguía bleef Carranza trouw toen een grote groep officieren in 1920 zich aansloten bij het plan van Agua Prieta in opstand kwamen. Murguía begeleidde Carranza's vlucht uit Mexico-Stad, maar kon niet verhinderen dat hij onderweg werd vermoord. Murguía werd gearresteerd en tot een gevangenisstraf veroordeeld, maar hij wist te ontsnappen en vluchtte naar de Verenigde Staten.
In 1922 poogde Murguía vanuit de Verenigde Staten een inval te doen tegen de nieuwe president Álvaro Obregón. De officieren die hem beloofd hadden te steunen kwamen echter niet opdagen, zodat Murguía gevangen werd genomen en werd gefusilleerd.
- Library of Congress Control Number: n2007083024
- Virtual International Authority File: 36374452
- WorldCat: E39PBJhd8bfYWK9rvfhxq3p773